# مدرسة الواعظين
مدرسة الواعظين هي مركز تعليمي ديني شيعي بمدينة لكنو الهنديَّة أسَّسها المرجع الهندي نجم الحسن سنة 1338 هـ، وقد خرَّجت هذه المدرسة منذ تأسيسها المئات من المبلِّغين وبالدعاة والخطباء للقيام بدورهم الديني في الهند وپاكستان وإفريقيا وشرق آسيا.
وتحتوي المدرسة على بناية كبيرة، لها أجنحة متعددة من مكتبة وإدارة، بالإضافة إلى أجنحة لسكن الطلبة، ومكتبة المدرسة تحتوي على عشرين ألف مجلدٍ باللغات العربيَّة والفارسيَّة والأردويَّة والإنگليزية، وفيها مخطوطات نادرة.